# Ashley Biden
Ashley Blazer Biden (Wilmington, Delaware, 8 de juny de 1981) és una treballadora social, activista, filantropa i dissenyadora de moda estatunidenca, filla del president dels Estats Units Joe Biden i de la primera dama Jill Biden.
Ashley Biden va exercir de directora executiva del Delaware Center for Justice del 2014 al 2019. Abans de la seva funció administrativa al centre, va treballar al departament de Serveis a la Infància, la Joventut i les seves Famílies de Delaware. Biden va fundar l'empresa de moda Livelihood, associada al grup minorista en línia Gilt Groupe, per recaptar diners per a programes comunitaris enfocats a eliminar la desigualtat d'ingressos als Estats Units, que va ser presentada per primer cop a la Nova York Fashion Week el 2017.

## Biografia
Biden va néixer el 8 de juny de 1981 a Wilmington, Delaware. El seu pare, Joe Biden, és el president dels Estats Units i anteriorment vicepresident durant els dos mandats d'Obama. La seva mare és la doctora Jill Biden, l'actual primera dama. És la germanastra de Hunter Biden i dels difunts Beau i Naomi Biden, fills del seu pare durant el seu primer matrimoni amb Neilia Hunter Biden. L'ascendència familiar és d'origen anglès, francès i irlandès per part del pare i d'origen anglès, escocès i sicilià per part de la mare.
Biden va ser criada en la fe catòlica i va ser batejada a St. Joseph's on the Brandywine a Greenville, Delaware. Durant la seva infància, el seu pare va ser senador dels Estats Units per Delaware i la seva mare va treballar com a educadora.

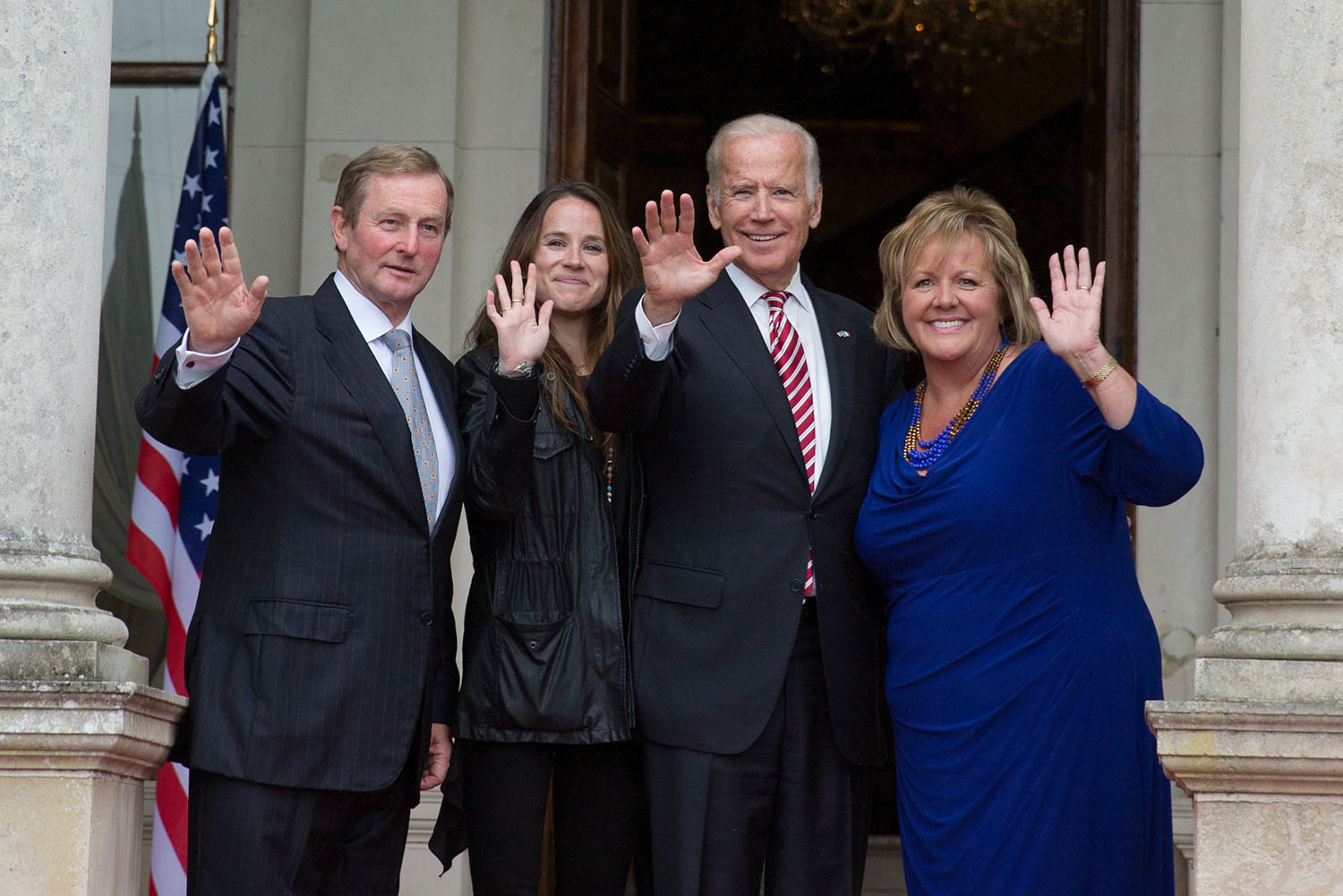
El taoiseach irlandès Enda Kenny, Ashley Biden, Joe Biden i Fionnuala Kenny a Farmleigh el 2016.

Biden va assistir a Wilmington Friends School, una escola privada dirigida per la Societat Religiosa d'Amics a Wilmington. Biden es va graduar de l'Acadèmia Archmere, una escola catòlica privada, el 1999. A Archmere, l'alma mater del seu pare, era membre dels equips de lacrosse i hoquei herba. Quan Biden era a l'escola primària, va descobrir que l'empresa de cosmètics Bonne Bell provava els seus productes en animals, i va escriure una carta a la companyia demanant-los que canviessin la seva política sobre proves amb animals. Posteriorment, es va implicar en la conservació dels dofins, inspirant el seu pare a treballar amb la diputada Barbara Boxer per escriure i aprovar la Llei d'informació al consumidor de Dolphin Protection de 1990. Biden va fer una compareixença davant dels membres del Congrés dels Estats Units per pressionar a favor d'aquesta legislació.

## Estudis i carrera professional
Biden va obtenir la llicenciatura en antropologia cultural per Universitat Tulane. Durant el primer any a la universitat, va treballar a Girls Incorporated, ara Kingswood Academy, com a consellera de campaments. També va fer pràctiques internes en un programa d'estiu a la Universitat de Georgetown, treballant amb joves del barri d'Anacostia de Washington DC.
Després de la universitat, Biden va treballar com a cambrera en una pizzeria de Wilmington durant uns quants mesos abans de començar la seva carrera en treball social. Es va traslladar a Kensington, Filadèlfia, i va començar una feina com a especialista en suport clínic a la Clínica d'Atenció Infantil de Serveis Humans del Nord-Oest, ajudant els joves i les seves famílies a accedir als recursos i treballant directament amb psiquiatres i terapeutes. Va obtenir un màster en treball social per l'Escola de Política i Pràctica Social de la Universitat de Pennsilvània l'any 2010. Va ser una de les dotze graduades que van rebre el premi John Hope Franklin per combatre el racisme als Estats Units.

### Treball social i activisme
Biden treballa com a activista per la justícia social i com a treballadora social. Després d'acabar els estudis de màster, va aconseguir feina a West End Neighborhood House, una organització sense ànim de lucre, com a enllaç d'ocupació i educació per ajudar els joves amb diversos programes de formació laboral i d'habilitats laborals. Va treballar com a treballadora social al Departament de Serveis per a la Infància, la Joventut i les seves Famílies de Delaware durant quinze anys. Mentre treballava per al departament, Biden va crear programes per a joves centrats en la justícia juvenil, l'acolliment i la salut mental. El 2008, va ser inclosa a la llista de Delaware Today "40 persones a veure" per la seva feina en el departament. El 2012 es va unir al Centre de Justícia de Delaware com a directora associada, centrant-se en la reforma de la justícia penal a l'Estat. Va ajudar a establir i dirigir programes i serveis al centre enfocats a l'educació pública, serveis a les víctimes d'adults, violència amb armes de foc, dones empresonades i reingrés comunitari. Biden supervisava tots els programes d'atenció directa al centre, i treballava amb víctimes de delictes, joves jutjats, presoners ancians, adults amb llibertat condicional, etc. elegibles per a la mediació. El 2014 va ser ascendida a directora executiva del centre i va exercir aquesta funció fins al 2019. Va implementar un programa anomenat SWAGG: Student Warriors Against Guns and Gangs, avalat per l'Oficina de Justícia Juvenil i Prevenció de Delinqüències, que proporciona recursos educatius i grups de suport basats en la comunitat destinats a eliminar els delictes violents i l'activitat de les bandes entre els joves del comtat de New Castle de Delaware.

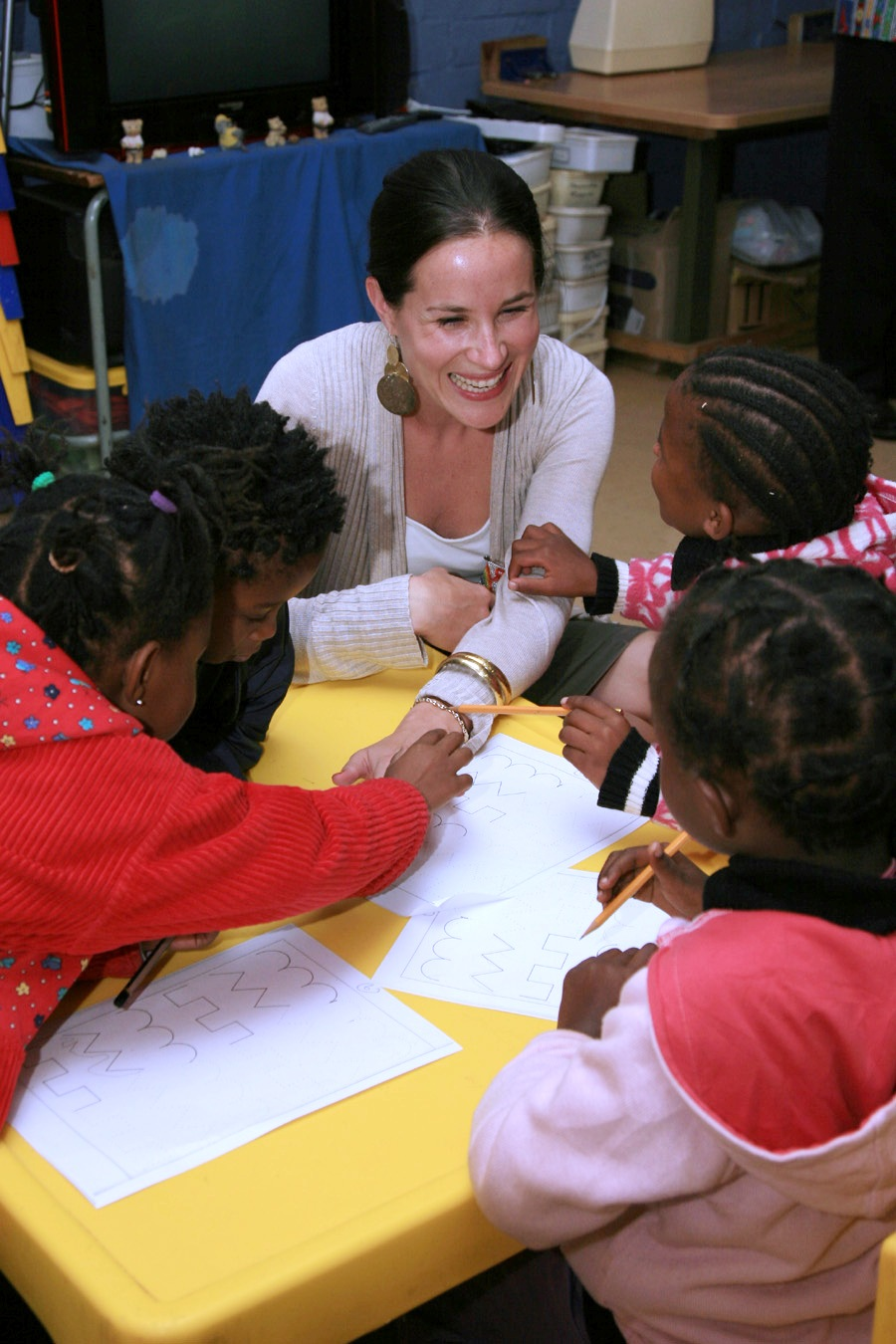
Biden jugant amb nens al Mapetla Day Care Center de Soweto, Sud-àfrica, durant una visita oficial al juny del 2010.

El 2014, Biden va criticar la pena de mort, afirmant que no és rendible i malgasta recursos que podrien destinar-se als serveis de les víctimes i a la prevenció del delicte.
Va fundar el programa Young@Art que proporciona recursos i punts de venda perquè els estudiants puguin crear obres d'art mentre estan retinguts a les instal·lacions de detenció i després ven l'art a la comunitat. La meitat de la recaptació de l'art es destina directament als artistes i l'altra meitat es destina a finançar el programa per comprar subministraments d'art i pagar els sous dels joves que treballen a les mostres d'art comunitàries. A través del programa, Biden també ensenya als estudiants habilitats en alfabetització empresarial i financera.

### Moda
L'any 2017, Ashley Biden va llançar la col·lecció Livelihood, una marca de roba de moda ètica, al Spring Place de Tribeca durant la Setmana de la Moda de Nova York. L'acte de llançament va comptar amb la presència dels pares de Biden Jill i Joe, i celebritats Olivia Palermo i Christian Siriano. La marca va col·laborar amb Gilt Groupe i Aubrey Plaza per recaptar 30.000 dòlars per a la Delaware Community Foundation. El logotip de Livelihood, una fletxa que travessava les lletres "LH", està inspirat en el germanastre de Biden, Beau, que va morir de càncer de cervell el 2015. Biden va afirmar: "[Beau] era el meu arc. El seu càncer em va fer caure. No vaig tenir més remei que tirar endavant, seguir endavant, seguir apuntant als meus propis somnis".

## Vida privada

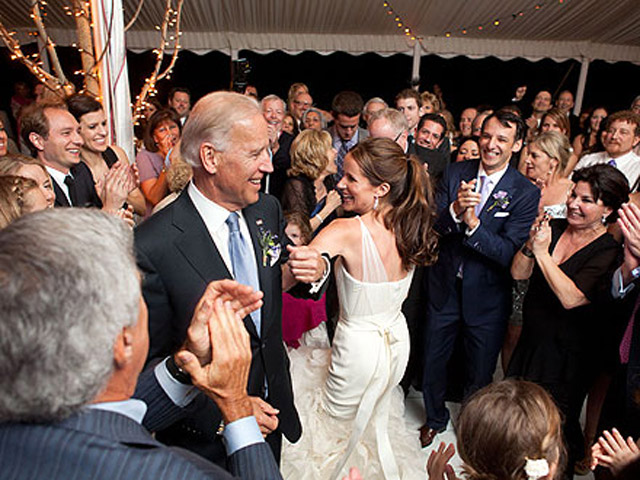
Ashley i Joe Biden ballant al casament d'Ashley.

El 2002, Biden va ser arrestada a Chicago i acusada d'obstruir un oficial de policia. Sortia d'una discoteca quan un amic, John Kaulentis, va llançar una llauna de refresc a un agent de policia que li havia dit que es quedés darrere d'una valla instal·lada per mantenir allunyats els que sortien del local. La tensió va anar en augment i una altra amiga, Kelly Donohoe, va pegar un agent. Mentre Kaulentis i Donohoe eren detinguts, Biden presumptament va "intimidar verbalment" un oficial i va ser també arrestada. Tots tres van ser posats ràpidament en llibertat. El 2009, va ser arrestada per possessió de drogues a Nova Orleans. El 2019, Ashley Biden es va sotmetre a un tractament d'addicció.
L'any 2010 va començar a sortir amb Howard Kerin, cirurgià plàstic i otorrinolaringòleg, després de ser presentats pel seu germà, Beau. Es van casar en una cerimònia interreligiosa entre jueus i catòlics a St. Joseph's on the Brandywine el 2012. El seu marit, que és jueu, treballa a l'Hospital Universitari Thomas Jefferson de Filadèlfia i és professor ajudant de cirurgia facial, plàstica i reconstructiva.
Biden és catòlica practicant. Es va reunir al seu marit, pare i al seu germà en audiència privada amb el papa Francesc al Vaticà el 2016.
L'agost de 2020, Biden va parlar a la Convenció Nacional Demòcrata de 2020 abans que el seu pare acceptés la candidatura presidencial demòcrata de 2020.